# Ferrocarril Urbano de Copiapó
El Ferrocarril Urbano de Copiapó fue un sistema de tranvías a tracción animal existente en la ciudad homónima entre 1890 y 1905.

## Historia
El 18 de octubre de 1887 se aprobó el contrato establecido entre la Municipalidad de Copiapó para establecer un servicio de tranvías a tracción animal, también denominados «carros urbanos». La sociedad del Ferrocarril Urbano de Copiapó fue constituida el 4 de enero de 1888 y se declaró instalada el 24 de febrero del mismo año. En mayo de 1890 la empresa solicitaba al Congreso Nacional la exención del pago de los derechos de importación de los materiales utilizados en la construcción del sistema.
Hacia 1901 el capital de la empresa de tranvías de Copiapó era de 5000 pesos de la época, el cual se mantuvo estable durante su existencia, como lo demuestran estadísticas de 1903; la empresa tenía un total de 5 trabajadores y 2 carros de tracción animal.
El trazado del Ferrocarril Urbano de Copiapó se iniciaba en la cabecera oeste de la calle El Pino, virando por calle Ayacucho para continuar por la calle Las Heras (en el entorno de la estación de ferrocarriles) hasta el sector de la Alameda, en donde viraba hacia la calle Atacama (pasando a una cuadra de la Plaza Prat) hasta Mackenna, en donde viraba para tomar la calle O'Higgins y llegar hasta el sector de calle Vicuña (en las cercanías del hospital).
El servicio dejó de operar a mediados de la primera década del siglo XX; si bien las últimas estadísticas publicadas en libros oficiales de 1903, el trazado del tranvía continuaba apareciendo en mapas de 1906.

## Pasajeros movilizados
| Año  | Pasajeros |
| ---- | --------- |
| 1901 | 122 259   |
| 1902 | 112 210   |
| 1903 | 110 216   |